# Heinrich Unverhau
Heinrich Fritz Unverhau (* 26. Mai 1911 in Vienenburg; † 25. Juli 1983 in Bad Harzburg) war SS-Unterscharführer und an der „Aktion T4“ und der „Aktion Reinhardt“ beteiligt.

## Werdegang
Nach dem Besuch der Volksschule begann er eine Lehre als Klempner, die er jedoch aufgrund eines Arbeitsunfalls, bei dem sein rechtes Auge erblindete, aufgeben musste. In Königslutter absolvierte er eine vierjährige Musikausbildung und musizierte ab 1930 in einer Musikkapelle des Stahlhelms, die 1933 in der SA aufging. Anfang der 1930er Jahre war er vorübergehend arbeitslos. Später absolvierte er dann in der Provinzial Heil- und Pflegeanstalt Teupitz eine Krankenpflegeausbildung. Nach der Beendigung dieser Ausbildung arbeitete Unverhau ab 1938 in der Anstalt Neu-Ruppin. Seine Heirat erfolgte 1938 und er wurde Vater zweier Kinder. Der NSDAP trat er 1937 bei.
Seine Dienstverpflichtung zur „Aktion T4“ erfolgte im Januar 1940. Unverhau war in den Euthanasieanstalten Grafeneck und Hadamar als Pfleger und Transportbegleiter eingesetzt. Seine Aufgaben umfassten dort unter anderem die Gabe von Beruhigungsspritzen und die Begleitung von Opfern in die Gaskammer. Nach dem offiziellen Ende der Euthanasie übernahm Unverhau von Ende 1941 bis März 1942 für die Organisation Todt Verwundetentransporte an der Ostfront.
Danach wurde er ab Juni 1942 im Vernichtungslager Belzec eingesetzt. Nach einer Fleckfiebererkrankung kam er unter strenger Bewachung in ein Lazarett nach Tomaszów, da befürchtet wurde, dass er fieberbedingt Interna aus Belzec verraten könnte. Während dieses Lazarettaufenthaltes verlor er sein rechtes Auge und kehrte nach seiner Genesung im März 1943 nach Belzec zurück. Zu diesem Zeitpunkt wurde das Lager liquidiert und die exhumierten Leichen auf Scheiterhaufen verbrannt. Im Juni 1943 wurde er in das Vernichtungslager Sobibor versetzt. Er überwachte dort die Entkleidung der jüdischen Opfer, war im so genannten „Waldkommando“ (Tarnname des Lagers) und auch bei der Sortierbaracke eingesetzt. Den Häftlingsaufstand in Sobibor am 14. Oktober 1943 überstand er und wurde nach der Auflösung des Vernichtungslagers Sobibor im Dezember 1943 noch kurzzeitig bei der Begrünung des ehemaligen Geländes des Vernichtungslagers Belzec zu Tarnzwecken, und dem dortigen Bau eines Bauernhofes, eingesetzt.
Danach wurde er in der Operationszone Adriatisches Küstenland zur Sonderabteilung Einsatz R nach Triest versetzt, die der „Judenvernichtung“, der Konfiszierung jüdischen Vermögens und der Partisanenbekämpfung diente.
Unverhau verließ im April 1944 die Organisation T4 und war ab Juli 1944 bei der Wehrmacht eingesetzt. Noch vor Kriegsende geriet er im April 1945 in Kriegsgefangenschaft, aus der er im September 1945 nach Fellstadt entlassen wurde. Danach war er wieder als Musiker tätig, bis er Mitte März 1949 aufgrund seiner Teilnahme an der Aktion T4 in Grafeneck und Hadamar festgenommen wurde. Unverhau wurde im Sommer 1950 aus der Untersuchungshaft entlassen, ohne dass es zu einer Verurteilung kam. Ab 1952 war er erneut als Krankenpfleger im Stadtkrankenhaus von Königslutter tätig.
Im Belzec-Prozess war Unverhau wegen der Beihilfe zum gemeinschaftlichen Mord in 360.000 Fällen angeklagt und wurde am 30. Januar 1964 aufgrund von Befehlsnotstand außerhalb gerichtlicher Verfolgung gesetzt. Im Sobibor-Prozess war Unverhau wegen der Beihilfe zum gemeinschaftlichen Mord in 72.000 Fällen angeklagt und wurde am 15. Januar 1965 aufgrund von Befehlsnotstand wiederum außerhalb gerichtlicher Verfolgung gesetzt. Unverhau sagte freiwillig über seine Beteiligung an der „Aktion Reinhardt“ aus. Über seinen weiteren Lebensweg ist nichts bekannt.